# Табаки (Одесская область)
Табаки (укр. Табаки) — село, относится к Болградскому району Одесской области Украины. Центр Табаковского сельского совета.
Население по переписи 2001 года составляло 2498 человек. Почтовый индекс — 68730. Телефонный код — 4846. Занимает площадь 1,78 км². Код КОАТУУ — 5121486501.

## История
Поселение образовано болгарами переселившимися в эту область в 1812 году, уходя от турецкого ига.

## Население и национальный состав
По данным переписи населения Украины 2001 года распределение населения по родному языку было следующим (в % от общей численности населения):
По Табаковскому сельскому совету: украинский — 2,96 %;русский — 9,09 %; белорусский — 0,04 %; болгарский — 78,18 %; армянский — 0,08 %; гагаузский — 7,61 %; молдавский — 1,16 %; цыганский — 0,56 %; румынский — 0,04 %.

## Местный совет
68730, Одесская обл., Болградский р-н, с. Табаки, ул. Болградская, 143.